# Phalacrus striatus
Phalacrus striatus là một loài bọ cánh cứng trong họ Phalacridae. Loài này được Hatch miêu tả khoa học năm 1962.